# Eurytoma globiventris
Eurytoma globiventris är en stekelart som beskrevs av Thomson 1876. Eurytoma globiventris ingår i släktet Eurytoma och familjen kragglanssteklar.
Artens utbredningsområde är:
- Bulgarien.
- Sverige.

Arten är reproducerande i Sverige. Inga underarter finns listade i Catalogue of Life.